# 봉림사 (영천시)
봉림사(鳳林寺)는 경상북도 영천시에 있는 대한불교조계종 소속 사찰이다.
영천시 화북면 자천리의 학가산에 자리잡고 있다. 조계종 제10교구의 본사인 팔공산 은해사의 말사이다.
조선 영조 18년인 1742년에 징월(澄月)이 세운 것으로 전해져 비교적 역사가 짧은 절이다. 징월은 인근 보현산의 법화사를 옮겨서 이 곳에 절을 세운 것으로 알려졌다. 법화사는 신라 문무왕 때 의상이 창건했다는 전설이 있는 오래된 사찰로, 지금은 터만 남아 있다.
봉림사 대웅전은 징월이 절을 창립한 18세기 중반의 건물로 추정된다. 앞면과 옆면이 모두 3칸인 맞배지붕 형식의 건물이다. 조선 철종 때 중수했다는 기록이 있다. 경내에는 대웅전 외에 산신각과 요사채가 남아 있고, 대웅전의 불화 석가모니후불탱은 경상북도 유형문화재로 지정되어 있다.

## 문화재
- 보물  제1612호  영천 봉림사 영산회상도 및 복장유물(永川 鳳林寺 靈山會上圖 및 腹藏遺物)

## 같이 보기
- 학가산

## 참고 자료
- “길을 걷다 만난 텅빈 충만, 봉림사(鳳林寺)”. 전통사찰관광종합정보. 2008년 5월 19일에 확인함.